# Sande (Adelsgeschlecht)

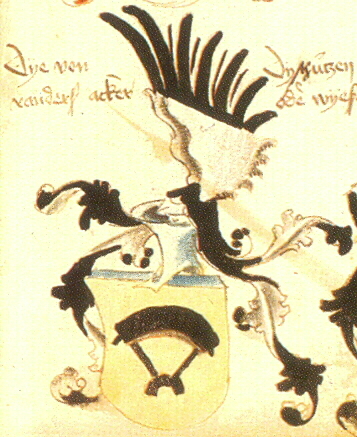
Das Wappen der Familie von Sande ist identisch mit dem Wappen derer von Randersacker, Abbildung im Ingeram-Codex

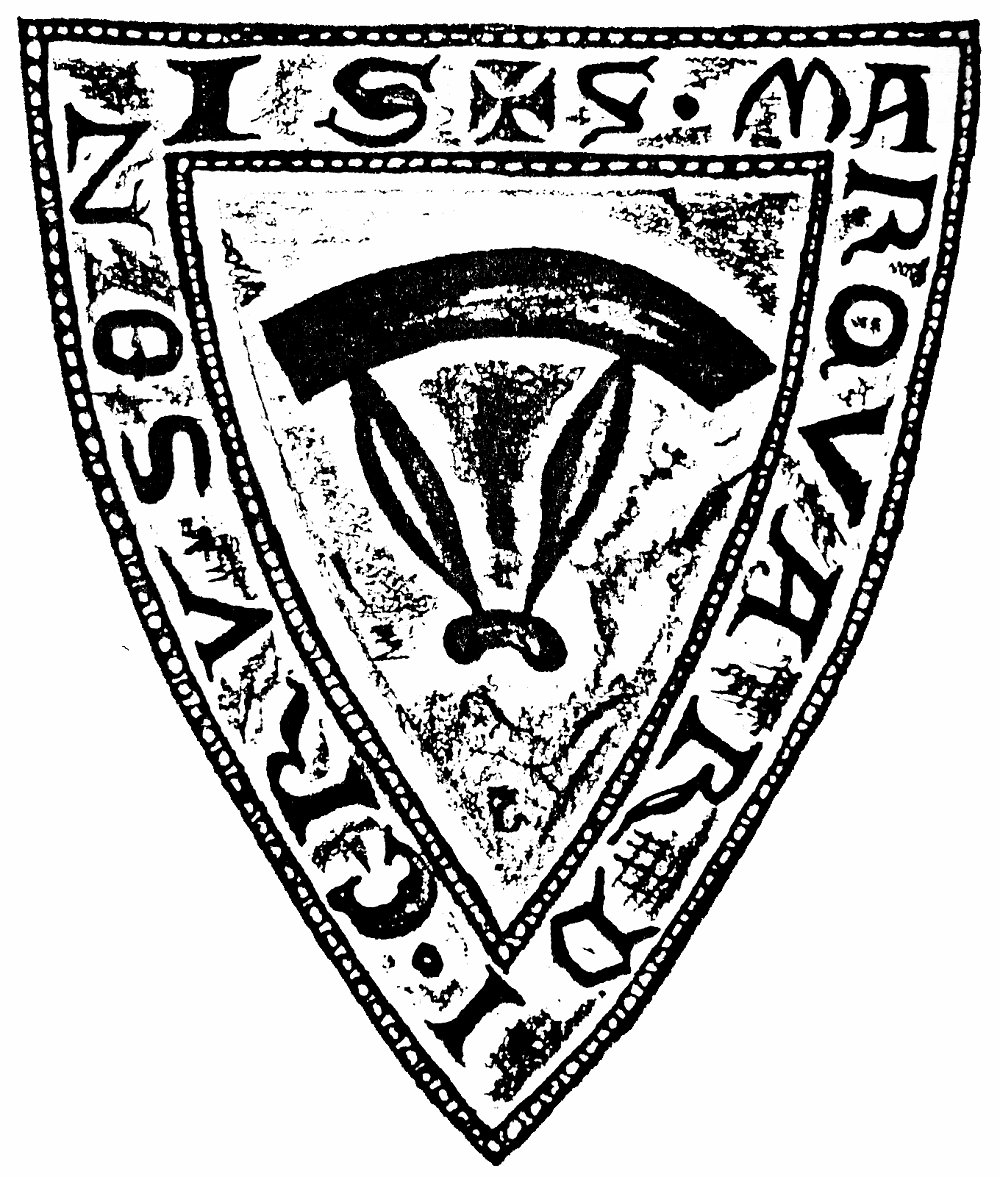
Siegel von Marquard Kruse von Sande

Die Familie von Sande war ein fränkisches Ministerialengeschlecht im Dienste der Würzburger Bischöfe mit Besitzungen auch in unmittelbarer Nähe von Würzburg. Es geht auf das Geschlecht der Iringer zurück, das erstmals im Jahre 800 im Kontext des Bistums Würzburg und des Stadtteils „Sande“ genannt wird. Als fränkisch-alemannische Reichsministeriale und Gaugrafen Kaiser Arnulf von Kärntens erscheint dieses im 09. Jahrhundert als Gaugrafen des Salzburggaus mit weiteren Ministerien und Gaugrafschaften auf dem Gebiet des heutigen Österreich, Bayerns und der Schweiz. Die erste Erwähnung eines „Iringers“ geht auf einen Mönch mit dem Namen Iring zurück, der im Jahre 741 eine Urkunde für das Kloster St. Gallen verfasste.

## Ursprung und Geschichte
Namensgebend für die Familie von Sande war eine sandreiche Uferzone am Main auf der schräg gegenüberliegenden Seite des heutigen Stadtteils Sanderau. Eine eigene Befestigung des Stammsitzes Curia Crusonis in Sande war nicht erforderlich, da der ganze Stadtteil mit einer Mauer umgeben worden war. Weitere Besitzungen befanden sich in Gerbrunn und Randersacker.
Die Familie erscheint in Urkunden in verschiedenen Namensvariationen und ist eines Stammes mit der Familie von Randersacker sowie Truchseß von Rieneck (Erbtruchseß von Würzburg). Erste urkundliche Erwähnung als de Sande war 1156 im Zusammenhang mit einer Schenkung an das Kloster St. Stephan. Auch in der Folgezeit trat die Familie in den Zeugenreihen bei Schenkungen an das Kloster auf. Wiederkehrende Vornamen waren Marquard, Rutger und Iring. Der Name entwickelte sich bereits Anfang des 13. Jahrhunderts durch Zusätze weiter, z. B. als Kruse von Sande oder Herbst von Sande, sie werden dabei als Ritter und gleichzeitig als Würzburger Bürger bezeichnet. Ab der Mitte des 13. Jahrhunderts überwog die Verwendung des Namens Kruse/Krus, der sich mit der neuhochdeutschen Lautverschiebung zu Kraus wandelte. Verwandte Geschlechter waren die von Heidingsfeld, die Hofschultheiß und von Krensheim. Im 13. Jahrhundert sind die Ritter von Sande auch im Deutschen Orden und im Johanniterorden zu finden. Es ist von der Teilnahme zumindest an einem Kreuzzug unter den Grafen von Hohenlohe und Kaiser Friedrich II. auszugehen, von dem man 1219 zurückkehrte. Im Anschluss daran beteiligten sich alle männlichen Mitglieder der Familie einschließlich eines Priesters an der Ausstattung des Deutschen Ordens seitens der Grafen von Hohenlohe-Brauneck durch Bezeugung einer ganzen Reihe von Rechtsgeschäften vor dem Würzburger Bischof. Die Ritter Kruse von Sande verfügten ebenso wie die Familie von Hohenlohe auch die Übergabe von Gütern an den Johanniterorden. Der Zweig Kruse/Kraus bewirtschaftete seit dem Ende des 13. Jahrhunderts freiwillig an die Zisterzienserklöster Heilsbronn, Kirchheim, Zimmern und Kaisheim übergebene Güter und war dort u. a. mit der Einhebung der bäuerlichen Abgaben (Zehent) betraut (Klostervogtei). Die verwandte Familie von Krensheim hatte, nach der Gründungssage auf eine Predigt aus dem Jahre 1146 in Würzburg oder einen Ausspruch des Bernhard von Clairvaux auf einer Pilgerreise hin, mit weiteren fränkischen Adeligen wie den Herren von Zimmern das Zisterzienserkloster Kloster Bronnbach gegründet. Der Ort im Taubertal wurde der Sage nach gewählt, weil dort drei weiße Lerchen aufstiegen, die wundervoll sangen. Kloster Bronnbach wurde unter der Herrschaft des Fürstbischofs Otto I. von Lobdeburg, dessen Ministerial Ritter Marquard Kruse von Sande war, im Jahre 1221 auch in einer der wenigen Quellen zu den Templern in Franken genannt. Ritter Johann Kraus trat in den Jahren 1304 bis 1307 als Mitglied des Templerordens in Deutschland auf.
Das Familienwappen ist identisch mit dem der von Randersacker und zeigt als Wappenschild ein Radviertel.
Bedeutende Persönlichkeit war Ritter Marquard Kruse von Sande, als Truchsess des Würzburger Bischofs. Im Jahre 1230 wurde dessen Vater Marquard Kruse von Sande (nachweisbar von 1209 bis 1237) in Geschäften für das Bistum Würzburg zusammen mit dem Herzog von Bayern Ludwig dem Kelheimer und dem Minnesänger Otto von Botenlauben urkundlich erwähnt.
Gertrud von Sande fungierte ab dem Jahre 1557 als Äbtissin des Zisterzienserinnenklosters Himmelspforten in Würzburg.
Auch in der Neuzeit trat das Geschlecht als Patrizier (Riedenburg: Bürgermeister, Räte) oder kirchliche Beamte auf (Regensburg). Johann Baptist Kraus war ab 1742 Fürstabt des Klosters St. Emmeram in Regensburg.

## Genealogie
Erste genealogische Untersuchungen zu dieser Familie unternahm Priester und Dekan Leonhard Kraus (1526–1603), ein Nachfahre der Kruse von Sande. Er war Pfarrer von Kipfenberg und betrieb eine Lateinschule. Die moderne Arbeit von Johanna Reimann enthält einen Familienstammbaum für die Zeit von 1156 bis 1287. Nachfahren mit dem Familiennamen Kraus, die den ehemaligen Titel "Ritter von Sande" nach aktuellem Recht nur noch als Namenszusatz verwenden, können ihren Stammbaum bis in die heutige Zeit verfolgen. Das Archiv der Familie beinhaltet neben originalen Urkunden aus den letzten Jahrhunderten auch die Quellenforschung in der Regesta Boica, der Monumenta Boica, dem Urkundenbuch des Klosters St. Stephan, Urkunden der Stadt Würzburg, dem Württembergischen Urkundenbuch und Urkunden der Klöster Heilsbronn und Kaisheim.